# The Alligators
The Alligators er en dansk musikgruppe.

## Historie
The Alligators blev dannet i København 1990 af trommeslager Ole Ballund, sanger og bassist Jens Dan og guitarist Morten Kjeldsen, ud fra en fælles interesse og spillelyst for 5o'ernes rockabilly og rock'n'roll musik.I det første halve år var orkestret et velkendt syn på strøget og i div. barer i København. Et demobånd nåede fastlandet og i foråret 1991 skrev orkestret kontrakt med managementet CBA Agency. Fra da af gik det stærkt for orkestret, og allerede fra slutningen af '91 må man betegne The Alligators som et af de hårdest arbejdende rock'n'roll orkestre i Danmark.
En kold februarnat i 1992 spillede de i Fredericia og her mødte de sangeren og entertaineren Mek Pek og en sen nattejamsession udviklede sig til et frugtbart samarbejde.
1992 var præget af travlhed, mere end 200 koncerter og indspilningen af debutalbummet Rock'n'roll ball, backing jobs for bl.a The Jordanaires og en festlig tur til den græske ferieø Kos, hvor The Alligators og Mek Pek underholdt danske turister under finalen i EM i fodbold. Sideløbende udviklede samarbejdet med Mek Pek sig, og i slutningen af '92 var orkestret Mek & The Pek'a'billies en realitet.
1993 var præget af studiearbejde, indspilningen af debutalbummet Mek & The Pek'a'billies, Åh Abe, diverse TV-shows, sideløbende med koncerter, og i november/december en tur til USA "for at udforske musikkens sande rødder".
I starten af 1994 modtog Mek & The Pek'a'billies, på vegne af samtlige medvirkende, den danske grammy for bedste børneplade, Åh Abe, som har solgt mere end 400.000 eksemplarer.
I sommeren '94 mødte The Alligators den amerikanske sangerinde Wanda Jackson, som under indspilningerne til albummet Let's have a party blev så begejstret for orkestret, at hun, når hun er i Skandinavien, altid forlangte at få The Alligators som backingband. Dette samarbejde udviklede sig til to albums og en fast turné om året. I samme periode indledte The Alligators et samarbejde med den, i Danmark boende, skotske pianist Stan Urban. Dette samarbejde udviklede sig til flere live optrædener samt en række studieindspilninger.
Foråret 1995 stod på en del koncertvirksomhed og i sommeren startede indspilningerne til albummet The history of rock'n'roll i Country Sound studiet Nr. Borup i Randers. På dette album lykkedes det The Alligators at få hjælp af Scotty Moore, Wanda Jackson og The Jordanaires.
Igen, i 1996, var The Alligators at finde i studiet. Indspilningerne til gruppens andet album med Wanda Jackson, "The Queen Of Rockabilly", startede først på sommeren i Pek Farm-studiet, Ormslev, efterfulgt af en mindre danmarksturne.
1997 var præget af megen koncertvirksomhed – bl.a. Wanda Jackson-turné i Tyskland – og etablering af eget studie/pladeselskab (Rekord Records).
1. januar 1998 opsagde The Alligators deres kontrakt med CBA Agency og startede samtidig på demoindspilningerne til et nyt album, denne gang udelukkende med selvkomponeret materiale. Samme år blev det mere og mere almindeligt at opleve The Alligators som kvartet, nu udvidet med tenorsaxofonisten Niels Mathiasen – en gammel ven fra Pek'a'billies-dagene.
1999 blev endnu et travlt år for The Alligators. Orkestret lagde ud med en forårsturne på den grønlandske vestkyst med koncerter i Egedesminde, Holsteinsborg, Christianshåb og Jakobshavn. Senere på året gik The Alligators i Dreamland-studiet for at påbegynde indspilningerne til orkestrets næste cd, der udelukkende ville bestå af eget materiale.
Året sluttede med et brag af en koncert, da The Alligators vendte tilbage til Grønland og spillede nytårsaften i Kangerlussuaq.
I det nye årtusinde er The Alligators stadig at finde på landevejen, omend tempoet er skruet lidt ned da alle orkestrets medlemmer er involverede i andre musiske sammenhænge så som Frank Rubino, Strejfer, Herfra hvor vi står, Bliv glad, Stjernevask m.fl.
Kvartetten har gennem årene turneret og indspillet med en lang række af rock'n'roll musikkens pionerer bl.a. Wanda Jackson, Linda Gail Lewis (en), Scotty Moore, The Jordanaires, Narvel Felts (en), Stan Urban, Johnny Paris (en), Tony Sheridan.

## Diskografi

### Albums
- Rock'n'Roll Ball (1992)
- Mek & The Pekabillies (1993)
- Randers Rock'n'Roll (1993)
- Aah Abe (1993)
- Pa-Papegøje (1994)
- Let's Have A Party (1995)
- The History Of Rock'n'Roll (1996)
- The Queen Of Rock'a'Billy (1996)

### Film
- Vildbassen (1994)